# 美国军事援助越南司令部

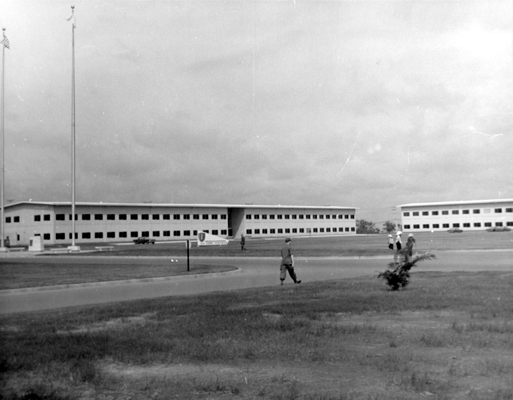
西貢東北方的隆平營區（Long Binh Post），越戰時期是美國陸軍在本土之外最大的基地。

美国军事援助越南司令部（英語：Military Assistance Command, Vietnam，mack vee），简称为美国军援越南司令部或美军援越司令部，是越南战争期間，驻扎在越南共和国境內所有美軍部隊的指揮机构。1967年戰勢升級後的規模高峰期，是在北越發動春節攻勢期間，美軍援越司令部在全南越下轄的美軍總數達到53萬6千1百人。1973年巴黎和平協約簽訂後，駐越美軍全數撤離，該司令部裁撤，美軍在越業務轉交新成立的美國駐南越大使館國防武官辦事處（Defense Attaché Office Saigon，簡稱武官處）專責。

## 历史
1962年2月8日，为因應越南南方民族解放阵线给越南共和国造成的威脅日益增大，美国政府成立美国军事援助越南司令部，以支援先前已经存在的美军驻越顾问团（MAAG），1964年5月15日，美军顾问团并入美军事援越司令部。
1973年3月29日，根据美国与越南民主共和国签署的《巴黎和平协定》，解散美国军事援助越南司令部，撤離駐越美軍，美軍成立了武官辦事處用以取代美国军事援助越南司令部的部分职能，至1975年越战结束前全部撤离。

## 司令官
美國軍事援越司令部的領導人職位稱作「美軍援越司令官」（Commander, U.S. Military Assistance Command, Vietnam），簡稱「COMUSMACV」（/ˌkɒm.juːɛsˌmækˈviː/，「com-U.S.-mack-vee」），從某意義上來說為美軍駐印度支那半島所有部隊的最高指揮者。但實際上美軍太平洋司令官、美國駐南越大使、駐寮國大使和駐高棉大使在其他戰略層面上也被視為具有「最高負責人」的地位。
美国军事援助越南司令部第一任司令是保羅·哈金斯，同时兼任駐越美军顾问团的团长，1964年6月，威廉·威斯特摩兰接替哈金斯成為第二任司令，1968年7月，克雷頓·艾布蘭成了第三任司令，1972年6月，弗雷德里克·卡爾頓·韋安德成了第四任及末任司令。
美軍援越司令官
| 陸軍上將 哈金斯     | 1962年－1964年 |
| 陸軍上將 威斯特摩蘭 | 1964年－1968年 |
| 陸軍上將 艾布蘭     | 1968年－1972年 |
| 陸軍上將 韋安德     | 1972年－1973年 |

## 下辖主要部队
美国军事援助越南司令部下辖的主要部队有：
| | |
| - 美國駐越陸軍（USARV） - 第一後勤司令部 - 第一航空旅 - 第一通訊旅 - 美國陸軍第18憲兵旅 - 第34一般支援大隊（34th General Support Group） - 第44醫療旅 - 第525軍事情報大隊 - 美國陸軍安全局群部（U.S. Army Security Agency Group） - 美國陸軍工兵司令部（U.S. Army Engineer Command） - 美國陸軍總部地區司令部（U.S. Army Headquarters Area Command）（USAHAC） - 美國駐越海軍（NAVFORV） - 美國第七航空軍（7AF；美國駐越空軍） - 美國第3海軍陸戰遠征軍（III MAF） - 美國陸軍第24軍 - 美国陆军第5特战群 - 民事行動及革命發展支援計畫（CORDS；民革） - 美軍援越司令部研究觀察團（MACV-SOG） - 駐越美軍第1野戰部隊（I FFV） - 第1骑兵师 - 第4步兵师 - 第25步兵师第3旅 - 第101空降师第1旅 - 第173空降旅 | - 駐越美軍第2野戰部隊（II FFV） - 第1步兵师 - 第9步兵师 - 第25步兵师 - 第101空降师 - 第82空降师第3旅 - 第4步兵师第3旅 - 第173空降旅 - 第196輕步兵旅 - 第199輕步兵旅 - 第11装甲骑兵团 - 第12戰鬥航空群 - 第23炮兵群 - 第54炮兵群 - 第53通信营 - 澳大利亞第1特遣隊 - 泰国皇家陆军志愿军 |

### 美國駐越海軍
美國駐越海軍（Naval Forces, Vietnam）在作戰上由美軍援越司令官指揮，這與航空母艦、兩棲登陸艇、海軍砲火支援隊和1965年初由美國第七艦隊司令直轄的沿岸巡邏隊不同。初期，駐越美軍司令魏摩蘭將軍透過海軍顧問組組長運作這條指揮鏈，但之後基於戰爭情勢，必須排除原先的顧問團本部，使海軍部隊更加直接的接受指揮。故在1966年4月1日成立了駐越海軍，管制部署在西貢及以北的南越第2、第3、第4戰術區內的海軍單位。之後駐越海軍轄下的主要單位有：
- 海岸監視隊（Coastal Surveillance Force，115特遣隊）
- 河上巡邏隊（River Patrol Force，116特遣隊）
- 沿河突擊隊（Riverine Assault Force，117特遣隊），主要於西貢以南的湄公河三角洲地區活動，且是陸海軍機動沿河部隊（英语：Mobile Riverine Force）（Army-Navy Mobile Riverine Force）的海軍部分。

駐越海軍司令（COMNAVFORV）同時也管理西貢海軍支援設施（Naval Support Activity, Saigon）以供應2、3、4軍區內的海軍部隊相關服務，同樣由其運作的峴港海軍支援設施（NAS Da Nang）則給予第1軍區內各軍種的美軍單位後勤支援，尤其是在當地佔有優勢的海軍陸戰隊駐兵。在作戰上，峴港海軍支援設施則接受第3陸戰兩棲部隊司令（Commander III Marine Amphibious Force）的指揮。
同樣由駐越海軍司令管轄的其他單位如下：
- 海軍顧問團（Naval Advisory Group）
- 海蜂工兵隊（英语：Seabees）第3海軍建設旅（3d Naval Construction Brigade）
- 駐越軍事海運勤務室（Military Sea Transportation Service Office, Vietnam），負責協調東南亞規模龐大的海上運輸活動
- 駐越建設官（Officer in Charge of Construction, Vietnam），指揮民間承包商進行鄉村建設
- 駐越海軍研發隊（Naval Research and Development Unit, Vietnam），試驗戰場新裝備
- 美國駐越海岸防衛隊司令（Commander Coast Guard Activities, Vietnam）。

## 总部所在地
美国军事援助越南司令部的总部最开始是在西贡的巴斯德街137号（137 Pasteur，10°46′58.25″N 106°41′35.94″E / 10.7828472°N 106.6933167°E），1964年遷至堤岸（華人區）的陳興道街606號（606 Trần Hưng Đạo），1966年7月2日又搬到了新山一機場東南側（10°48′45.62″N 106°39′57.49″E / 10.8126722°N 106.6659694°E），並和越南共和国军建立了联合参谋本部。由於該設施規模龐大，因此得到了「東方五角大廈」（Pentagon East）的綽號。
1973年3月29日美国军事援助越南司令部撤消后，新山一機場旁的美国军事援助越南司令部总部成了美国驻西贡武官處的办公地点，用地及設施稱作「武官處館區」（DAO Compound）。

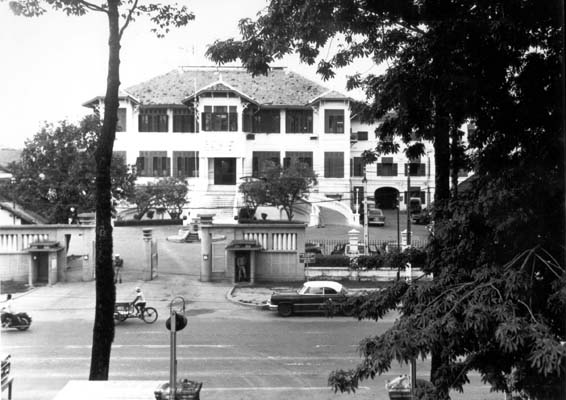
美国军事援助越南司令部在堤岸陳興道街的總部，現址為醫療中心
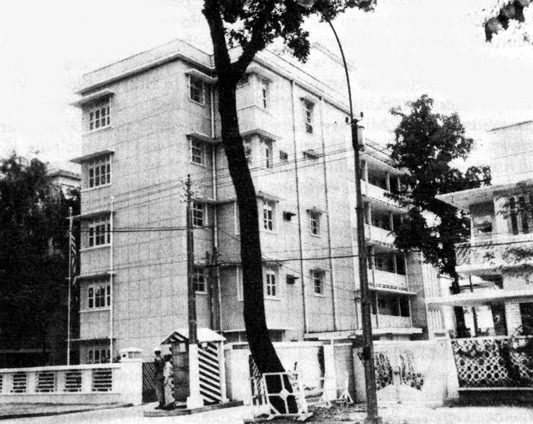
美国军事援助越南司令部的巴斯德街總部入口
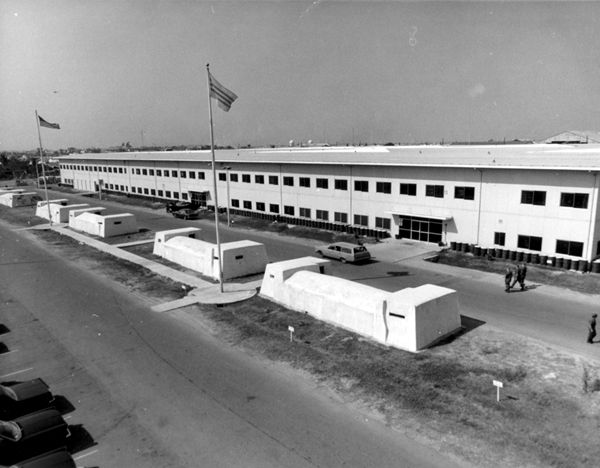
1969年位于新山一空軍基地東南側的美国军事援助越南司令部总部，建築外掛有美國及南越國旗

## 駐西貢武官處（DAO）

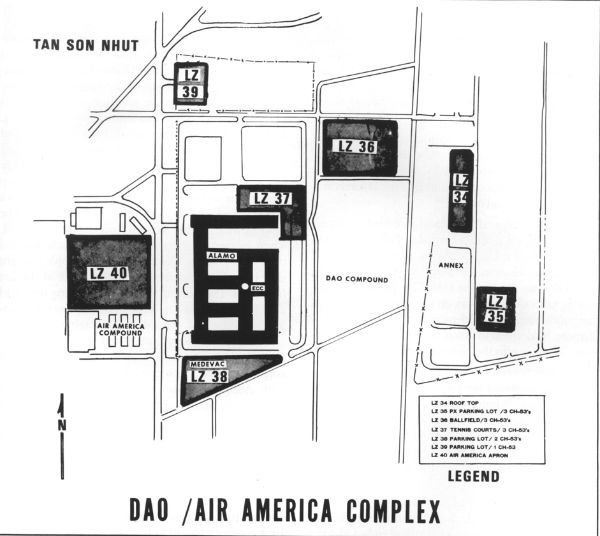
DAO新山一館區與美國航空公司 (1950年－1976年)用地平面圖

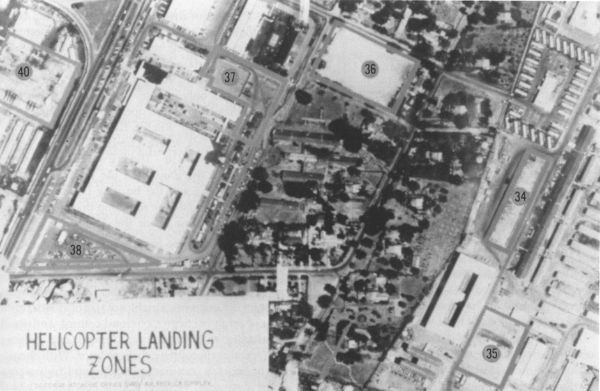
DAO館區的空照圖，圖中標示號碼處為直升機著陸區

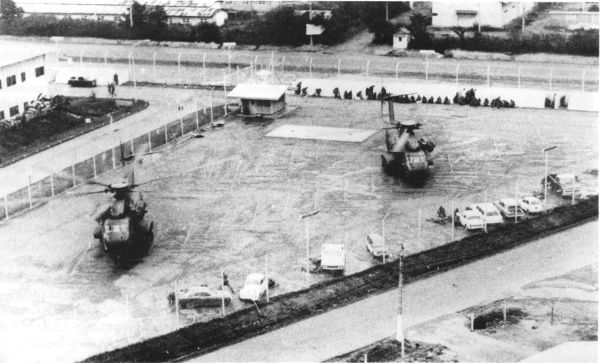
DAO館區38號著陸區上的美國海軍陸戰隊CH-53直升機

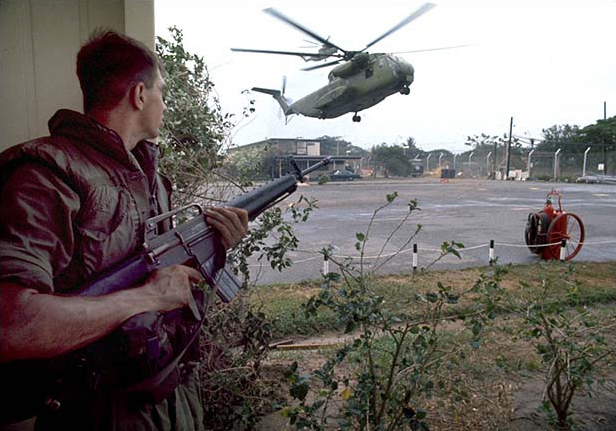
一名美國海軍陸戰隊員在直升機降落於DAO館區時進行戒備

由於巴黎和平協約簽訂後的需求，在美國軍援越南司令部裁撤前的1973年1月28日，由美國參謀長聯席會議、太平洋司令部和駐越美軍成立了簡稱為「DAO」的武官處（Defense Attaché Office）以接收美國軍援司令部廢止後的機能和職務。該組織的任務較為獨特，除執行傳統駐外武官機構的職責外。還管理在越南的美軍事務、對南越軍的軍購事項、及和平協約簽訂後美國駐越人員的住房事項等。此外也向美國匯報戰場資訊，例如當地對停火協議的違反事件。它亦負責替美國軍援計劃、美國在東南亞利益的相關決策蒐集情資。除了從原美軍援越司令部接收的雇員、官員和新山一的總部外，也在峴港、波來古、歸仁、芽莊、邊和、隆平、茹𦨭、同心（Dong Tam）、平綏和芹苴設有小型野戰辦公室。
武官處之下派有五名專業武官－陸軍兩人、空軍兩人及海軍一人，並在西貢市區的美國大使館設有辦公室。五人中的資深者是軍階為陸軍上校的助理武官，上隸華府的美國國防情報局。這些武官時常赴戰區出差、視察南越部隊及活動情形，再向上匯報。
武官處轄有作戰企劃處（Operations and Plans Division）、通訊電子處（Communications and Electronics Division）等單位，作戰與企劃處之下最大的單位是情報組（Intelligence Branch），組長負責美國在南越的軍事情報活動，並直接向駐越大使和武官報告，也與南越軍情單位、美國情報機構駐越辦事處在業務上有所合作。而通訊與電子處同樣也支援美軍活動及南越軍隊，同時替武官處、美國大使館和其他美國機構提供通訊服務。該處也透過承包商對南越的軍用通信提供技術協助、擔任美國與南越聯參本部、通信部門的聯絡機構。
儘管業務範圍廣大，駐西貢武官處實際上只獲准擁有50名軍職雇員和1,200文職雇員。之後更應上級要求、及早策劃自身的人員裁減及規模縮編。由於在這樣的情形下又必須完成任務，武官處被迫將許多機能交由承包商執行。在取代美軍援越司令部後，執行的合約不下383件，總額約2億5,500萬美元。南越承包商的雇員中約5,000人為美國籍、16,000人為南越籍，其餘雇員則為美越之外的第三國國民。1973年中之後雇員人數已經減少了一半，美籍雇員中又有過半負責南越軍的訓練項目，當中多半是參與軍機維修、通訊和電子業務，其他則在戰術區負責軍車維修、艦艇翻修等。儘管大部分的承包商雇員都在西貢週邊就業，但在峴港空軍基地、第2軍區內的波來古、符吉、潘郎等空軍基地，以及位於第4軍區內、芹苴附近的平綏空軍基地亦有為數不少的人員。
駐西貢武官處在停火協議及「越南化」政策後缺乏美國軍事顧問的越南，仍對南越政府軍扮演顯著的角色。儘管南越軍不再能直接獲得作戰、戰術等方面的建議協助，但武官處的美軍官兵及高級文職官員依然給予南越部隊技術上的支援。
駐越武官
| 陸軍少將 莫瑞（Maj Gen John E. Murray）   | 1973年1月－1974年8月 |
| 陸軍少將 史密斯（Maj Gen Homer D. Smith） | 1974年8月－1975年4月 |

### 西貢陷落及人員撤離行動

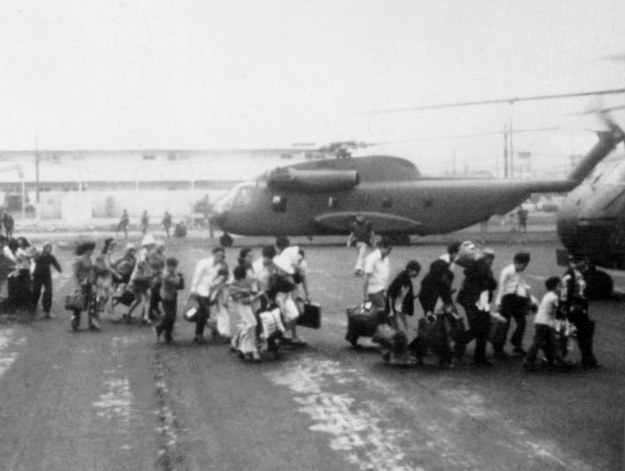
越南難民在39號著陸區登上一架CH-53直升機

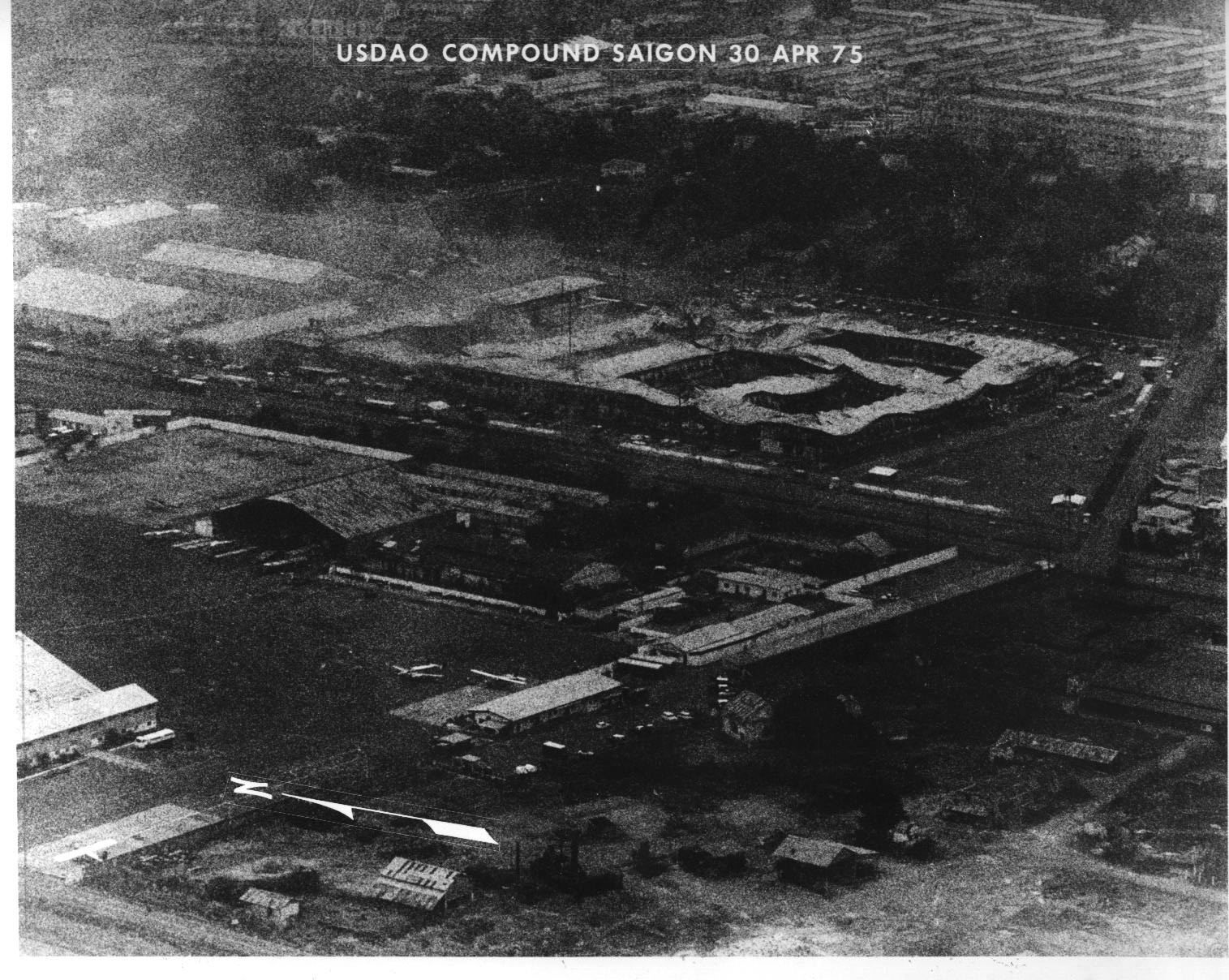
這張空中偵察照顯示受損的DAO館區，前方為美航用地

隨著1975年4月北越軍朝西貢進發的步伐加快，新山一機場旁的武官處館區（DAO Compound）便在美國發動的人員撤離行動——「常風行動」中被選定為美國公民和越南難民的撤退地點，而西貢市區的美國大使館被劃為大使館雇員的撤退地點。
1975年4月29日凌晨03:30，一發突如其來的北越砲火擊中了武官處館區內的1號崗哨，當場炸死麥馬漢與賈基兩名值班的海軍陸戰隊衛兵，他們成為最後一批在越戰中殉職的美國軍人。下午13:50，2架UH-1休伊直升機載著第9陸戰兩棲旅（9th MAB）旅長凱利准將（Brig Gen Richard E. Carey）和陸戰隊第4登陸團（RLT4）團長葛雷上校（Colonel Gray）飛至DAO館區。兩人從空中目睹了北越軍地面砲隊、火箭和砲兵對新山一機場的開火。他們快速建立了克難的臨時指揮所，以替海軍陸戰隊CH-53直升機和地面警備部隊的進場準備。
15:06後，首批隸屬於海軍陸戰隊第462直升機中隊的12架CH-53海種馬直升機、海軍陸戰隊4團2營的A、B兩指揮隊（command groups "Alpha" and "Bravo"）、F連和增援的H連到達DAO館區，陸戰隊員迅速建立起防衛機制。第二批直升機則是15:15飛抵、隸屬於463直升機中隊的12架CH-53，把其他部隊送到現場。隨後到達的第三批包含了463中隊的兩架CH-53、美國空軍的8架CH-53C和2架HH-53（從中途島號航空母艦起飛）。
部署在DAO本部大樓（最後防線）及臨近著陸區的部隊有A指揮隊、兩個步槍連、81mm迫擊砲排，海陸戰隊E連和F連則分別負責DAO本部樓和附樓中間的北區塊與南區塊。由兩個步槍連、一個106mm無後座力砲步槍排組成的B指揮隊負責戍衛DAO附樓和附近的降落區。G連派駐在附樓東部，H連則負責西部。
下午15:40，462中隊的CH-53直升機載著一群難民飛離新山一，是常風行動中首批運出的難民。17:30，凱利准將命令4月25日進駐武官處新山一館區的陸戰隊C連3排（9團1營所屬）改至美國大使館協助使館衛兵。晚上19:00至21:00間，4團2營第3排的130名陸戰隊員也被調往美國大使館以進行增援和保安。
19:30，凱利准將指示所有守衛附樓的部隊全部撤入武官處本部大樓，而末批難民則等待直升機接駁。動作完成後，美軍防線便縮小至DAO本部和36號著陸區。20:30，末批的難民已全部登機。22:50，在附樓和最後防線的降落管制部隊完成疏散後，凱利將軍命令DAO館區內的地面部隊跟著撤出。
23時40分，海軍陸戰隊破壞了武官本部內的衛星接收器，美國駐越武官處自此和外界斷了通訊。4月30日半夜00:30，點燃了特定建築內的鋁熱手榴彈，同時兩架CH-53直升機載著4團2營最後留守的陸戰隊員從武官館區的停車場起飛離開越南。

## 扩展阅读
- Cosmas, Graham A. . The United States Army in Vietnam. United States Army Center of Military History（英语：United States Army Center of Military History）. 2006  [2012-08-11]. CMH Pub 91-6-1. （原始内容存档于2019-06-18）.